# Luke Erceg
Luke Erceg, född 11 augusti 1993 i Australien, är en australisk skådespelare. 
Han har spelat Leon Lipowski i TV-serien Pinsamheter. Han har även medverkat i Underbelly: A Tale of Two Cities, All Saints, Chatroom Chix och Kompisar på nätet där han spelade Dan som gillar Ally (gURLs wURLd).